# Križovany nad Dudváhom
Križovany nad Dudváhom – wieś (obec) na Słowacji, w kraju trnawskim, w powiecie Trnawa. Znajduje się w zachodniej części Słowacji.